# Tzazo
Tzazo (m. 533), también conocido como Tzasos, fue un general del reino vándalo, hermano del rey Gelimer (530-533). Murió en la batalla de Tricamarum (15 de diciembre de 533) que enfrentó a los vándalos con el ejército bizantino comandado por Belisario.

## Biografía
Cuando estalló una revuelta antivándala en Cerdeña encabezada por Godas, Gelimer le confió el mando del ejército destinado a aplastarla. Cumplida la misión tuvo que acudir rápidamente al continente para apoyar a su hermano que acababa de ser derrotado por el ejército bizantino al mando de Belisario en la batalla de Ad Decimum (13 de septiembre de 533). Gelimer con el resto de su ejército se había retirado por el oeste hacia Bulla Regia —el hermano de ambos, Ammatus, había muerto en la batalla—, mientras que Belisario entraba en Cartago, la capital del reino, siendo aclamado por la mayoría de la población. Inmediatamente ordenó la restauración de las murallas de la ciudad, en previsión de un eventual asedio vándalo.
Tras recibir el refuerzo del ejército de Tzazo, Gelimer se dirigió a Cartago, acampando a unos treinta kilómetros y esperando que se unieran a su causa algunos de sus habitantes o los hunos que formaban parte del ejército de Belisario. También inutilizó el acueducto que abastecía de agua la ciudad, todo ello con la finalidad de provocar la salida del ejército bizantino. Belisario respondió inmediatamente: ejecutó pública y cruelmente a un cartaginés que había sido sorprendido pasándose al enemigo y colmó de atenciones a los hunos a los que también les prometió que cuando acabara la guerra volverían a sus hogares. Finalmente aceptó el reto de un combate en campo abierto. La batalla de Tricamarum tuvo lugar el 15 de diciembre de 533.
Tzazo estuvo al mando del centro del ejército vándalo, que fue atacado por la caballería bizantina al mando de Juan el Armenio. Su propósito era provocar un contraataque, pero Tzazo no cayó en la estratagema y se limitó a rechazar a los atacantes. Tampoco lo hizo en un segundo ataque limitado con el mismo objetivo. Belisario y Juan el Armenio se percataron de que en las dos ocasiones las alas vándalas no se habían movido para proteger a su centro, por lo que Belisario ordenó a Juan el Armenio que atacara con todos sus efectivos. Se entabló un combate cuerpo a cuerpo, durante el cual murió Tzazo.
Cuando Belisario se percató que el centro vándalo cedía lanzó el grueso de su ejército al ataque provocando la desbandada del ejército enemigo. Gelimer consiguió huir, perseguido por Juan el Armenio que murió en extrañas circunstancias, pero acabó entregándose ante las garantías que le dio Belisario de que respetaría su vida. Fue llevado a Cartago y desde allí a Constantinopla, donde pasaría el resto de su vida, tratado con gran respeto. Fue el final de la guerra vándala y con ella del reino vándalo. Su territorio fue incorporado al Imperio bizantino constituyendo el Exarcado de África.